# スラローム (車いす)
車椅子でのスラロームは、障害者スポーツである車いす陸上競技の競走種目の一つ。
全国障害者スポーツ大会の陸上競技の競走種目の一つに採用されているが、日本ローカルに発展した競技の一つであり、国際的な大会では本種目は採用されていない。

## ルール
高さ40CMの赤と白のピンが置かれたコースを車いすを操って、前進、後進させて走りタイムや正確性を競う競技である。

## 特徴
- 手や腕にも障がいのある重度な車いす選手も参加する。
- 選手が使用する車いすは、手でこいだり足で地面を蹴って進む通常の車いすと、ジョイスティックを操作して進む電動車いすの2種類がある。
- 白の旗門は前進し、赤の旗門は後進する。
- 縦に置かれた旗門は左右どちらから入っても良い。ただし2本目は1本目の逆回りとなる。
- 旗門の間隔は2mずつで全長30mのコースである。
- ピンを倒すと1本につき5秒が加算する。